# MARCH (学校)
MARCH（マーチ）は、東京都に本部を置く難関私立大学群を示す通称。下記大学の英字表記の頭文字で構成される。「MARCH」に学習院大学（豊島区）（G）を含め、「GMARCH」（ジーマーチ）と呼ぶこともある。
- （M）- 明治大学（千代田区）
- （A）- 青山学院大学（渋谷区）
- （R）- 立教大学（豊島区）
- （C）- 中央大学（八王子市）
- （H）- 法政大学（千代田区）

## 概要
関東圏の上記私立大学5校を指した語であり、関東圏外を含む日本全国において、大学受験や就職活動などの際に使用されることのある造語である。「明青立法中」（めいせいりっぽうちゅう）と呼ばれることもある。この括りには実体はなく、この大学群を単位とした特別な交流や集会などは、次項にあるとおり2020年代からのスポーツ対抗戦などに限られている。

## 歴史
『MARCH』という大学グループ名は、旺文社で長く受験情報誌の編纂に関わり、受験専門誌『螢雪時代』の編集長も務めた代田恭之が1960年代に考案したとされる。
代田は当時、全国の高校や大学を回って大学受験についての講演をすることが多かった。講演で聴衆が眠くならないよう、また、大学を身近に感じてもらえるよう、などという思いから、いくつかの大学を合格の難易度、歴史と伝統、近隣地域などでグループ分けし、インパクトのある大学名の語呂合わせをよく考えた。「MARCH」もその1つであった。ただし、代田による最初の命名は、慶應義塾大学（K）と早稲田大学（Wa）も加え、映画音楽の『クワイ河マーチ』にかけた『KWaMARCH』（クゥワマーチ）という表記であった。しかし、これは読みにくいので『WaKMARCH』（ワックマーチ）となり、講演やラジオで「ワックマーチ」と連呼したこともあるという。だがまもなく、「WaK」が切り離され「MARCH」となった。
「MARCH」は、その後一部の受験関係者の間では使われていたものの、それほど広まってはいなかった。『螢雪時代』の元編集者である田川博幸によれば、『螢雪時代』『私大合格』などの受験情報雑誌に「MARCH」を始めとする、大学をグループ分けした総称が載るようになったのは、バブル最盛期の昭和から平成に移る頃であるという。
1980年代まで、「MARCH」がマスコミに登場することはほとんどなく、1980年代以前に大学受験を経験した世代にはあまりなじみがない言葉である。しかし、1990年（平成2年）3月には、「MARCH」という大学グループ名が受験関連書籍のタイトルに登場し、1990年代末には「明青立法中」という表記も受験関連書籍のタイトルに登場した。2000年代に入ってからは、「MARCH」がマスコミにも登場し始めるようになる。川上徹也の調査によれば、「MARCH」という総称が一般誌の見出しに登場するのは、『週刊朝日』2004年4月30日号が最初とされる。翌2005年は、『読売ウイークリー』や『サンデー毎日』でも「MARCH」という総称を使い始めるようになった。
2010年代には、大学受験に関わるものが誰でも「MARCH」の後ろに校名をカッコ書きすることなく使えるようになり、進路指導教諭や人事採用担当者や受験生が「MARCHクラス」という言葉を普通に使うようになった。また、文部科学省審議会の議事録や、2011年に東京都教育委員会がまとめた報告書などの公的な文書でも使用されるようになった。『早慶MARCH』の著者小林哲夫は、2016年に「昨今は「MARCH」が一定の評価を得るブランド力を持ち得るようになった」と評している。2019年には、5大学の学長・総長が経済誌のMARCH特集号に登場した。
2021年11月24日、陸上長距離において初の試みとなる「GMOインターネットグループpresents MARCH対抗戦2021」が開催された。

## 派生

### GMARCH
「MARCH」に学習院大学（G）を含めた6校とし、「GMARCH」（ジーマーチ）と呼ぶ例も多くなっている。大手予備校やマスメディアだけでなく東京都教育委員会などの公的な資料にも使用されている。大学間交流としては、2022年7月31日に戸田オリンピックボートコースにて「GMARCH レガッタ2022」が開催される運びとなった。

### SMART
「MARCH」の明治大学・青山学院大学・立教大学・上智大学（S）・東京理科大学（T）を組み合わせた「SMART」（スマート）の呼称も登場した。上智大は英語名のSophia Universityの頭文字をとっている。2019年に「週刊朝日」で紹介されたほか、朝日新聞社の運営する知恵蔵に掲載されている。前述のGMARCHに比べて広く普及しておらず、公的な資料での言及や大学間交流は皆無である。東進ハイスクールは合格実績を掲載する際に「上理明青立法中」の呼称を使用している。上智大と東京理科大は「早慶上理」や「早慶上理ICU」として括られる例もある。

### 付記
1. ↑  同じように代田が考えた大学名の語呂合わせとして、「日東駒専」（原型は成城大学、成蹊大学、神奈川大学を加えた「日東専駒成成神」であったという[6]。）や「大東亜帝国」などがある[4]。
2. ↑  代田は、「自分が早稲田出身なので早稲田を先に持ってきた」とも語っている[5]。
3. ↑  コピーライターの川上徹也は、1960-1980年代後半、いわゆる昭和の『螢雪時代』バックナンバーを調べたが、そこにMARCHという総称を発見することはできず、「昭和30年代から螢雪時代にしばしば登場し、普及していったということは考えにくい」と結論している[7]。
4. ↑  『蛍雪時代』1989（平成元）年7月号の特集では、「MARCH」と同じ五大学の組み合わせを「CHARM」（チャーム）と表記している。ただしこの表記はこの一号限りであった[6]。また、『私大合格』1990（平成2）年8月号では、「JARWaK MarCH」という表記も使用されたが、「MarCH」の箇所は明治・中央・法政の3大学のみであり、現在の「MARCH」とは異なるものであった[6]。
5. ↑  言語学者の稲垣吉彦は1988年に新聞紙上で、「MARCH」「日東駒専」「TDK」（拓殖大学、大東文化大学、国士舘大学）などの略語について「受験雑誌が作った隠語で、わからなくても当然、問題にするようなものでもない」と評している[8]。
6. ↑  翌年11月にも、同様のタイトルで出版されている[10]。
7. ↑  2020年にも、5大学の学長・総長が、ビジネス誌のMARCH・関関同立特集号に登場している[18]。
8. ↑  代田は「GMARCH」について「大学の歴史と伝統に鑑みるとMARCHのほうがすっきりします。」と感想を述べている[4]。特に学習院大学は東京四大学の括りが知られる。